# Hespriholmen
Hespriholmen est une île norvégienne du comté de Hordaland appartenant administrativement à Bømlo.

## Description
Holmen est située à trois kilomètres de la côte ouest de Bømlo, au nord d’Espevær. Elle est connue pour son gisement de Gneiss.
Rocheuse et couverte d'une légère végétation à l'exception de ses côtes, à fleur d'eau, elle s'étend sur environ 269 m de longueur pour une largeur approximative de 82 m. 

## Histoire
Après une exploration systématique, des archéologues et des géologues des années 1920 y ont découvert des vestiges de l’âge de la pierre. La carrière est exploitée depuis environ 5 500 ans.

## Galerie

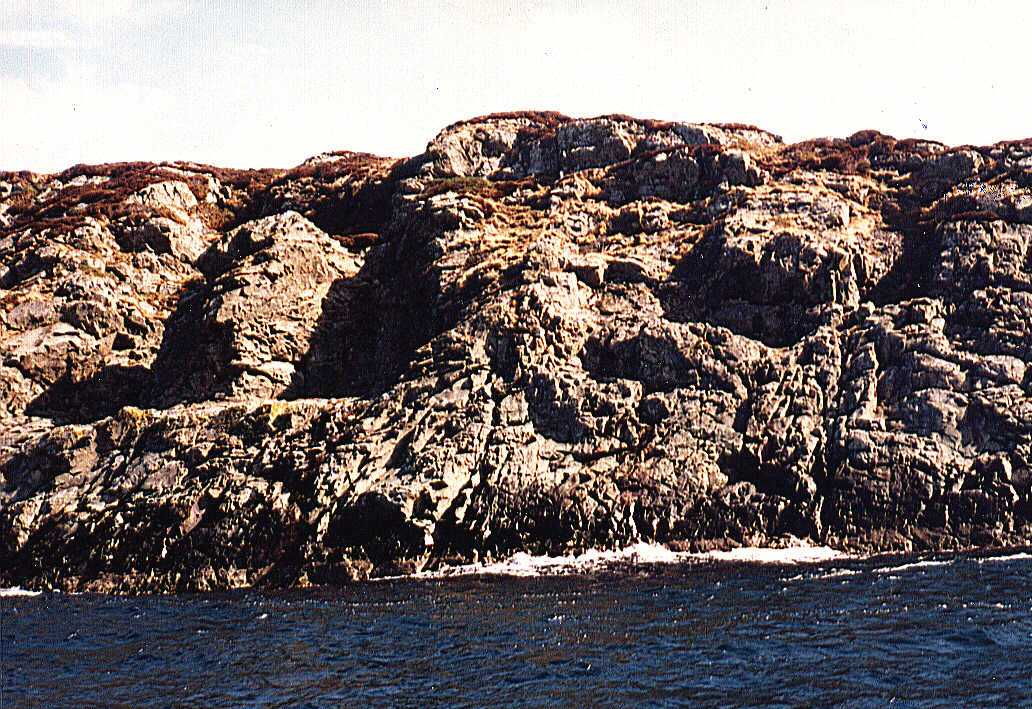
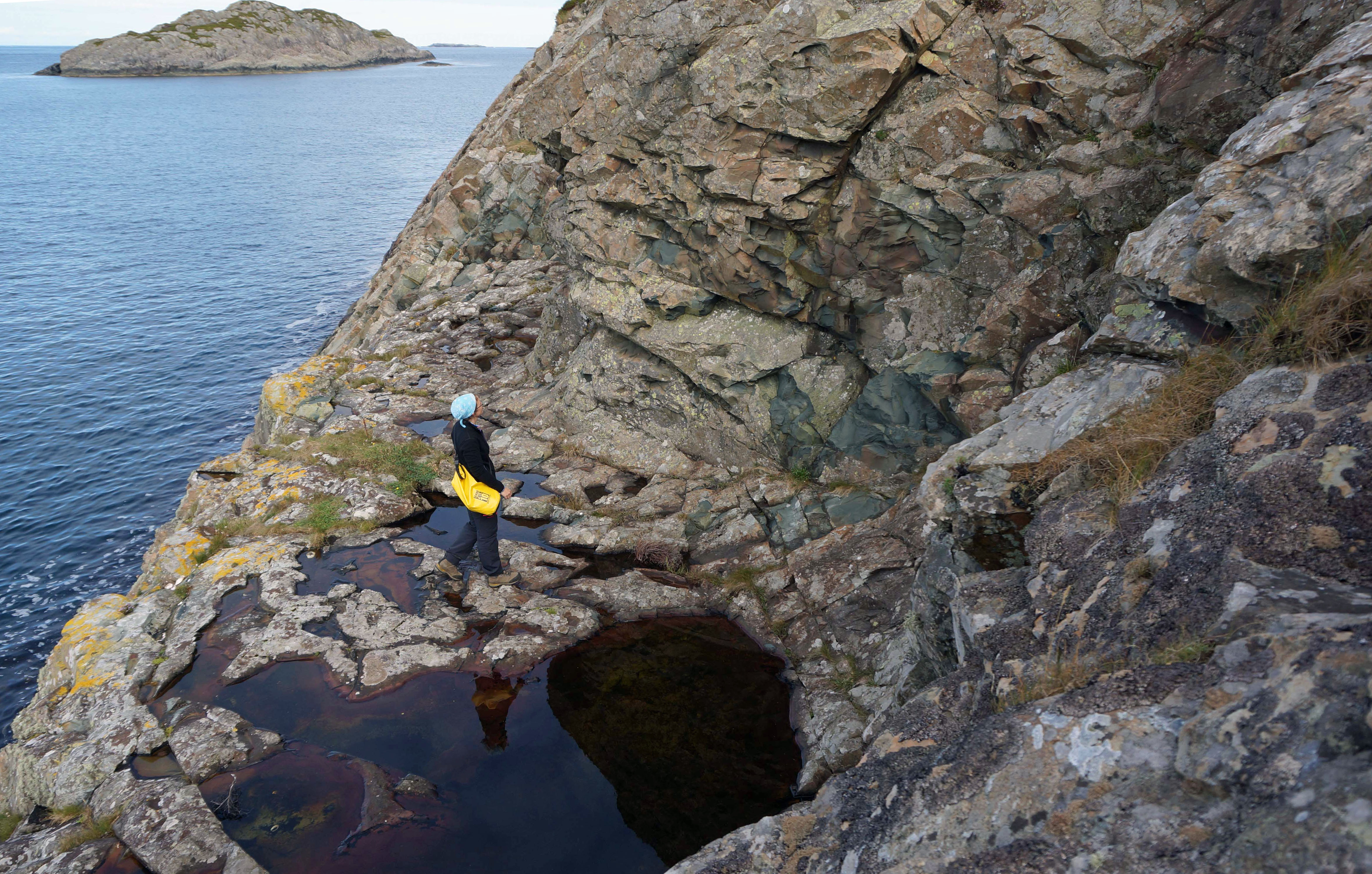
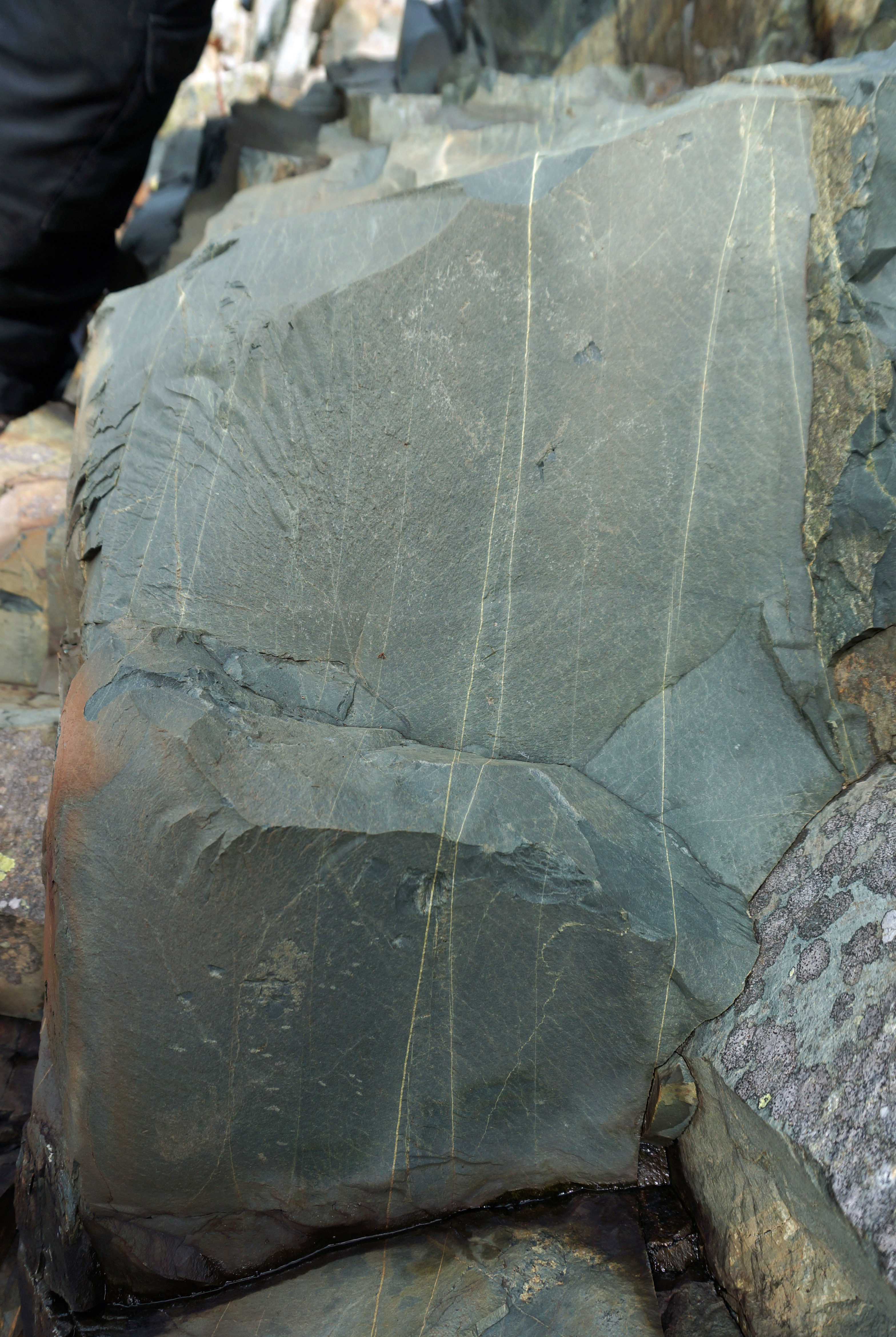
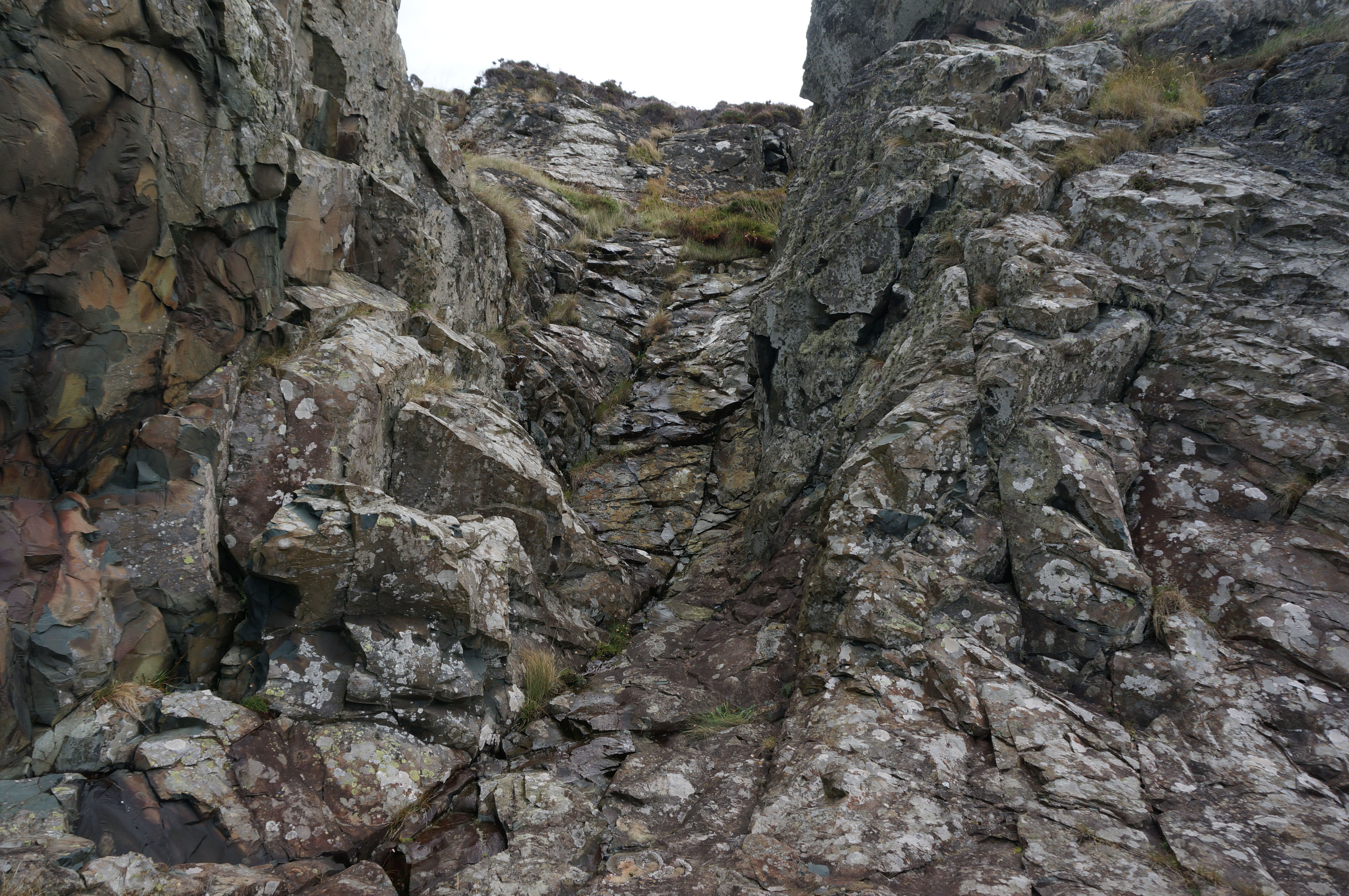